# 慶寿寺
慶寿寺（けいじゅじ）は、静岡県島田市にある真言宗泉涌寺派の寺院。

## 歴史
1345年（貞和元年）、今川範氏の開基である。範氏は泉涌寺から南江和尚を招聘して寺を創建し、自らの菩提寺とした。これが当寺の起源である。
今川氏滅亡後は寺運衰微したが、江戸時代後期になって高峰大和尚によって寺運を盛り返した。現在の本堂はこの時に建てられたものである。
また当寺はしだれ桜で知られており、静岡県の天然記念物に指定されている。

## 文化財
- 慶寿寺の枝重櫻（静岡県指定天然記念物 昭和31年1月17日指定）[3]
- 慶寿寺文書（島田市指定文化財 昭和59年5月22日指定）[4]

## 交通アクセス
- 島田金谷ICより車18分。